# Martin Grech
Martin Grech (uttalas 'Greck') är en maltesisk-engelsk singer/songwriter och musiker från Aylesbury, Buckinghamshire, född 1983. Han är känd för sin mörka och kraftfulla musik, hans röst och hans blandning mellan stilar och genrer.

## Diskografi
- 2002 – Open Heart Zoo
- 2005 – Unholy
- 2007 – March Of The Lonely